# Ковалентний зв'язок

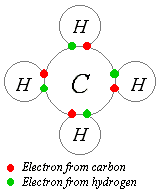
Ковалентно зв'язані атоми водню та вуглецю у молекулі метану. Одним із способів представлення ковалентного зв'язку в молекулах є використання точкової діаграми Льюіса.

Ковале́́нтний зв'язо́́к — хімічний зв'язок, характерною особливістю якого є те, що задіяні атоми ділять між собою одну чи більше спільних пар електронів, які і спричиняють їх взаємне притягування, що утримує їх у молекулі. Він буває одинарним,подвійним та потрійним.Електрони при цьому, як правило, заповнюють зовнішні електронні оболонки задіяних атомів. Такий зв'язок завжди сильніший, ніж міжмолекулярний зв'язок.
Сполуки з ковалентним зв'язком відрізняються невисокими температурами плавлення, поганою розчинністю у воді та доброю розчинністю в неполярних розчинниках, поганою електропровідністю.

## Загальний опис
Ковалентний зв'язок найчастіше виникає між атомами зі схожою високою електронегативністю. Ковалентний зв'язок найчастіше виникає між неметалами, тоді як іонний зв'язок є найпоширенішою формою зв'язку між атомами металів та неметалів.
Ковалентний зв'язок, як правило, сильніший ніж інші типи зв'язку, такі як іонний. Річ у тому, що на відміну від іонного зв'язку, в якому атоми утримуються ненаправленою кулонівською силою, ковалентні зв'язки є направленими. Наслідком є те, що молекули із ковалентним утриманням мають тенденцію формувати відносно невелику кількість характерних форм, демонструючи специфічні кути зв'язку.
Ковалентний зв'язок поділяється на ковалентний полярний і ковалентний неполярний.
Різновидом ковалентного зв'язку є координаційний (донорно-акцепторний) зв'язок.

## Історія
Оригінальна ідея ковалентного зв'язку належить Гілберту Льюїсу, котрий описав спільне посідання електронів атомами у 1916 році. Він запропонував так звану формулу Льюїса, в якій валентні електрони (на зовнішніх орбіталях) представлені як точки навколо атомних символів. Пари електронів між атомами представляють ковалентні зв'язки.
Перше квантово-механічне тлумачення ковалентного зв'язку, зокрема для молекулярного водню, було наведено Гайтлером та Лондоном у 1927 році, . Їх праця базувалась на моделі валентного зв'язку, у якій припускається, що хімічний зв'язок формується у випадках коли накладаються зовнішні електронні орбіталі задіяних атомів. Відомо, що орбіталі утворюють специфічні кутові відносини одні з одними, тому модель валентного зв'язку виявилась у змозі успішно передбачити кути зв'язків між окремими молекулами.

## Новітні теорії
На сьогодні, модель валентного зв'язку поступилась місцем моделі молекулярних орбіталей. У цій моделі, коли атоми наближаються один до одного, атомні орбіталі взаємодіють між собою, та утворюють гібридні молекулярні орбіталі.

## Ковалентний неполярний зв'язок
При взаємодії атомів з однаковою електронегативністю утворяться молекули з ковалентним неполярним зв'язком. Такий зв'язок існує в молекулах наступних простих речовин: H2, F2, Cl2, O2, N2. Хімічні зв'язки в цих газах утворені за допомогою спільних електронних пар, тобто при перекритті відповідних електронних хмар при зближенні атомів.
Складаючи електронні формули речовин, потрібно пам'ятати, що кожна спільна електронна пара — це умовне зображення підвищеної електронної густини, що виникає внаслідок перекриття відповідних електронних хмар.

## Ковалентний полярний зв'язок
При взаємодії атомів, значення електронегативностей яких відрізняються, але не різко, відбувається зміщення загальної електронної пари до більш електронегативного атома. Це найпоширеніший тип хімічного зв'язку, який зустрічається як в неорганічних, так і органічних сполуках.
До ковалентних зв'язків повною мірою належать і ті зв'язки, які утворені по донорно-акцепторному механізму, наприклад в іонах гідроксонію і амонію.
Ковалентний зв'язок є формою хімічного зв'язку, характерною особливістю якого є те, що задіяні атоми посідають одну чи більше спільних пар електронів що і спричиняють їх взаємне притяжіння що утримує їх у молекулі. Електрони при цьому, як правило, заповнюють зовнішні електронні оболонки задіяних атомів. Такий зв'язок завжди сильніший ніж міжмолекулярний зв'язок та порівняльний за силою чи сильніший за йонний зв'язок. Порівняємо полярність зв'язку у ряду гідроген галогенідів HF-HCl-HBr-HI. Фтор — найбільш електронегативний елемент, і він найбільше зміщує спільну електронну пару у свій бік. Тому у сполуці HF полярність зв'язку найбільша. У ряду F-Cl-Br-I електронегативність зменшується. У молекулі HCl полярність зв'язку менша, ніж у HF, але більша ніж в HBr і HI ковалентний зв'язок найменш полярний.
Як приклади речовин з ковалентним полярним типом зв'язку можна назвати фтороводень HF, вода H2O, амоніак NH3, метан CH4, діоксид вуглецю CO2.